# دانشگاه الزهرا

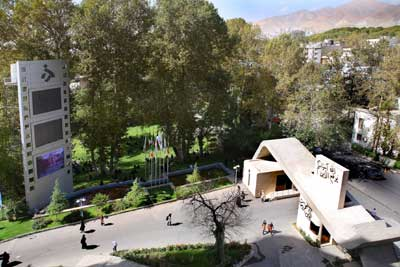
نمایی از دانشگاه الزهرا

دانشگاه الزهرا که تا پیش از انقلاب ۱۳۵۷، دانشگاه فرح پهلوی نام داشت، دانشگاهی مخصوص زنان است که در ده ونک، تهران واقع شده‌ است. این دانشگاه در سال ۱۳۴۳ با پذیرش ۹۰ دانشجو فعالیت خود را تحت عنوان مدرسه عالی دختران آغاز به کار کرد و علاوه بر رشته‌های مترجمی زبان‌های خارجی، منشی‌گری و روان‌شناسی رشته‌هایی تحت عنوان فنون خانه‌داری و تغذیه را در برنامه فعالیت‌های آموزشی خود قرار داد (در رشته اخیر، از سال دوم تأسیس ۴۵–۱۳۴۴، پذیرش دانشجو صورت گرفت). از سال تحصیلی ۱۳۵۴ به دانشگاه تبدیل شد و پس از آن در سال ۱۳۵۶ در قالب مجموعه‌ای از چهار دانشکدهٔ علوم پایه، ادبیات و علوم انسانی، علوم مدیریت و اقتصاد به فعالیت خود ادامه داد.
در سال ۱۳۶۵ چهار دانشکده مزبور به دانشکده‌های: علوم پایه، علوم اجتماعی و اقتصادی، ادبیات و هنر تغییر یافت. در سال ۱۳۷۳ دانشکده‌های: علوم تربیتی و روان‌شناسی، تربیت بدنی و علوم ورزشی، فنی مهندسی به صورت مجزا موجودیت یافتند و در سال ۱۳۸۰ نیز دانشکده الهیات و ادبیات با دریافت موافقت اصولی وزارتخانه، به دو دانشکده ادبیات، زبان‌ها و تاریخ و دانشکده الهیات تبدیل گردید. در سال ۱۳۹۳ و با تفکیک دانشکدهٔ علوم پایه دانشگاه به سه دانشکدهٔ علوم ریاضی، علوم زیستی، فیزیک و شیمی تعداد دانشکده‌ها به ۱۰ مورد افزایش یافت. دانشگاه الزهرا با وسعتی معادل ۱۴ هکتار، افزون بر فضای فیزیکی دانشکده و پژوهشکده‌ها، دارای: آزمایشگاه‌ها، سایت‌ها و کارگاه‌های تخصصی، آمفی تئاتر، استخر، رستوران، سالن‌های ورزش، بانک، پست و مهد کودک می‌باشد.
دانشگاه الزهرا توانست در نخستین رتبه‌بندی اثرگذاری مؤسسه تایمز (University Impact Ranking) بین ۴۶۰ دانشگاه جهان رتبه بین ۳۰۰–۲۰۱ دانشگاه برتر جهان را به خود اختصاص دهد. طبق همین رتبه‌بندی، دانشگاه شریف بعد از دانشگاه علوم پزشکی ایران در رتبه دوم دانشگاه‌های کشور قرار گرفت؛ در این رتبه‌بندی مجموعاً ۱۲ دانشگاه از ایران لیست شده‌اند.

## پیشینه
زمین این دانشگاه مربوط به باغی اطراف ده ونک که میراث پدری مستوفی الممالک نخست وزیر دوره آخر قاجار و اول پهلوی بوده که توسط ایشان در سال ۱۳۰۹ ه.ق. برای ساخت مدرسه ویژه دختران وقف شده بود.پیشینهٔ این دانشگاه به سال ۱۳۴۳ بر می‌گردد که گشایش مدرسه عالی دختران از تصویب شورای مرکزی دانشگاه‌های ایران گذشت و در برنامه عمرانی چهارم به تصویب رسید که پرداخت هزینه ساختمان مدرسه عالی دختران در ونک را دفتر مخصوص فرح پهلوی بر عهده گیرد. در ۱۳۵۴ مدرسه عالی دختران از نظر حقوقی به یک سازمان آموزشی دولتی غیرانتفاعی تبدیل شده و در ردیف دانشگاه‌های کشور در آمد. این دانشگاه در آیینی رسمی در ۱۷ دی‌ماه همان سال توسط فرح پهلوی افتتاح شد. این دانشگاه از راه آزمون سراسری گزینش دانشجویان را انجام می‌داد. تا سال ۱۳۵۷ دانشگاه فرح پهلوی دارای چهار دانشکده علوم پایه، ادبیات و علوم انسانی، علوم مدیریت و اقتصاد و هنر بود. پس از انقلاب در ابتدا و برای مدتی کوتاه نام دانشگاه به محبوبه متحدین تغییر یافت ولی چندی بعد تحت نام الزهرا (نام دختر پیامبر اسلام) فعالیت خود را ادامه داد. زمین این دانشگاه از موقوفات حسن مستوفی الممالک است.

## فضای دانشگاه
دانشگاه الزهرا با وسعتی معادل ۱۴ هکتار، افزون بر فضای فیزیکی دانشکده‌ها، دارای: آمفی تئاترها، استخرها، رستوران‌ها، غذا خوری‌های آماده، سالن ورزش، بانک، پست و مهد کودک نیز می‌باشد. برای تکمیل این مجموعه از نظر فضای کالبدی، علاوه بر توسعه زیر بنای دانشکده‌های: الهیات و ادبیات (۱۵۰۰ متر مربع) و هنر (۳۲۸۵ متر مربع) سالن ورزش چند منظوره با ۴۰۰۰ متر مربع زیر بنا، استخر سرپوشیده باغ نو به وسعت ۱۰۰۰ متر مربع و ساختمان خوارزمی دانشگاه الزهرا، در هشت طبقه و با وسعت ۱۸ هزار متر مربع زیر بنا، نیز احداث گردیده‌است. هم‌اکنون دانشگاه الزهرا با دارا بودن ده دانشکده، دو پردیس، یک شعبه، دو پژوهشکده، پژوهشکده زنان و پژوهشکده مطالعات جوانان و نوجوانان، یک نگارخانه و یک مرکز مطالعاتی، به فعالیت‌های آموزشی- پژوهشی و فرهنگی ادامه می‌دهد.

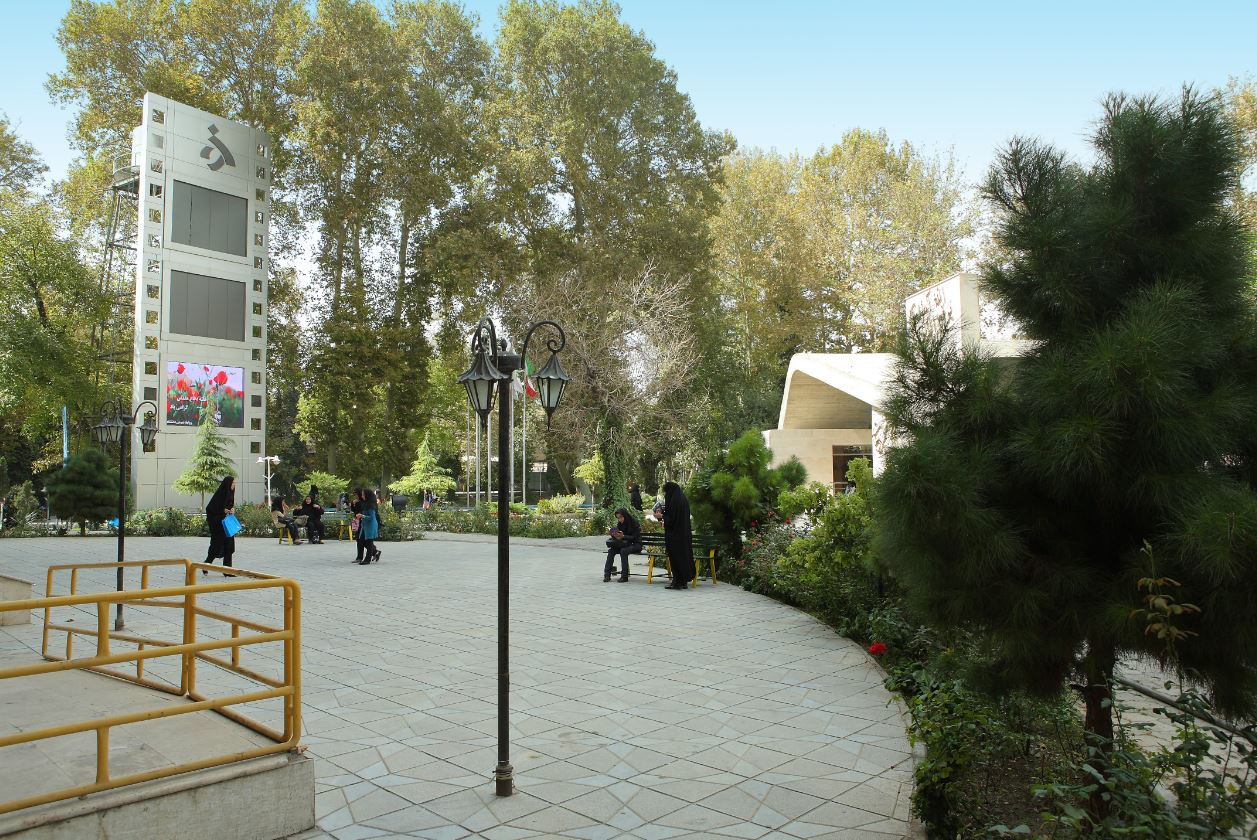
نمایی از محوطه دانشگاه الزهرا

## دانشکده‌ها و رشته‌های تحصیلی

### دانشکده ادبیات
این دانشکده از سال ۱۳۴۳ با عنوان دانشکدهٔ مترجمی زبانهای خارجی و منشی گری تأسیس شد. مهم‌ترین تحولات و دستاوردهای آن در چهل و شش سال گذشته عبارت است از: تأسیس رشته‌های جدید: الهیات (۱۳۶۵) زبان و ادبیات فارسی (۱۳۶۵) تاریخ (۱۳۷۰) زبان و ادبیات عربی(۱۳۷۷) زبانشناسی(۱۳۸۳) و آموزش زبان فارسی به غیرفارسی زبانان (۱۳۸۸) و تفکیک دو دانشکده ادبیات (۱۳۷۳) و الهیات (۱۳۸۱).

### رشته‌ها و گرایشهای دانشکده ادبیات

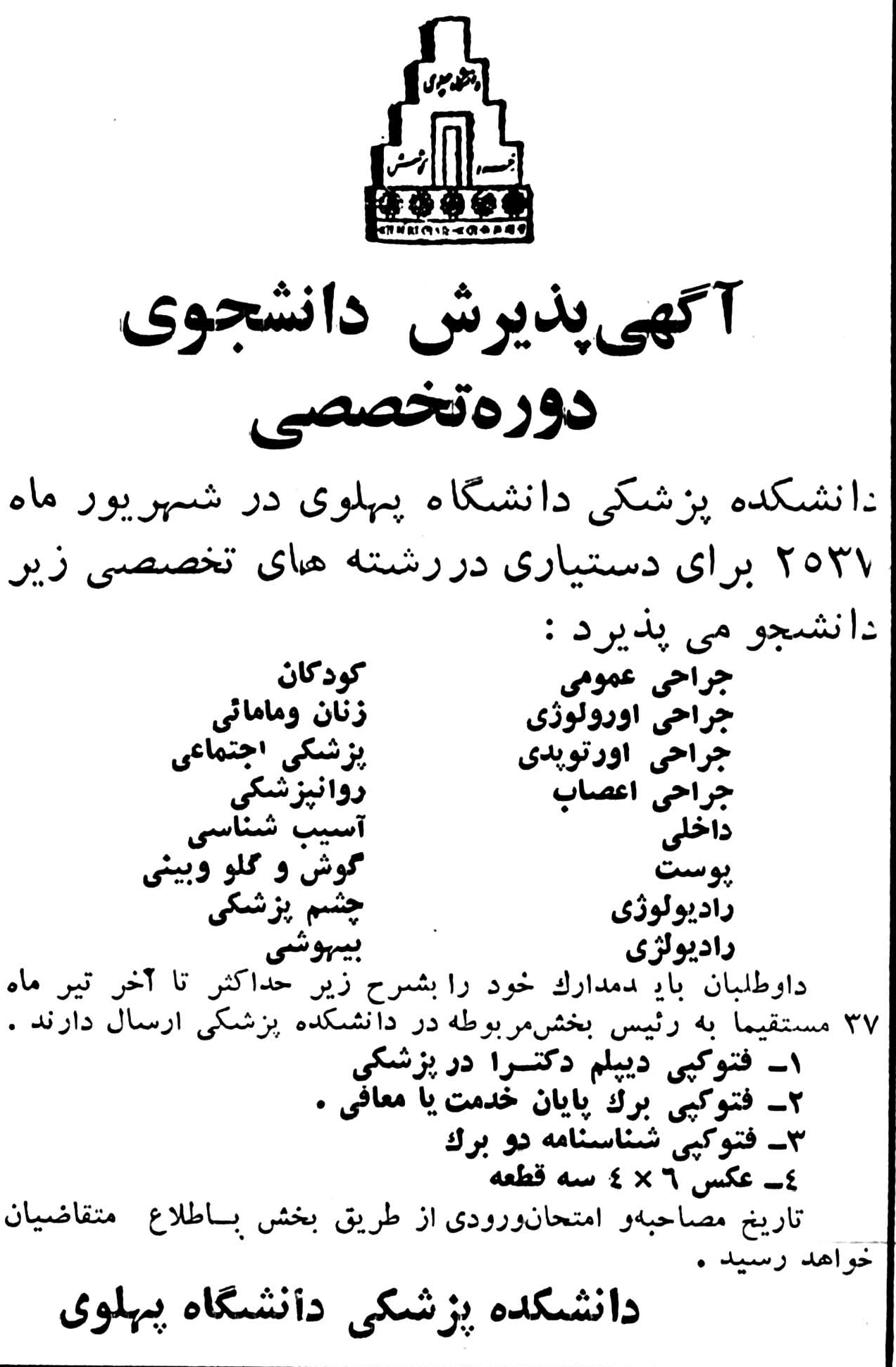
آگهی پذیرش دانشجوی دوره تخصصی در دانشگاه پهلوی

- زبان و ادبیات فارسی (دوره کارشناسی و کارشناسی ارشد و دکتری)
- زبان‌شناسی همگانی (دورهٔ کارشناسی ارشد و دکتری)
- زبان و ادبیات انگلیسی (دورهٔ کارشناسی ادبیات انگلیسی، دورهٔ کارشناسی ارشد و دکتری آموزش انگلیسی)
- زبان و ادبیات عربی (دورهٔ کارشناسی و کارشناسی ارشد و دکتری)
- مترجمی زبان فرانسه (دورهٔ کارشناسی و کارشناسی ارشد)
- تاریخ (دورهٔ کارشناسی تاریخ، کارشناسی ارشد در سه گرایش تاریخ اسلام و تاریخ ایران و تاریخ اسلام در شمال آفریقا و دورهٔ دکتری در چهار گرایش تاریخ جاهلیت و صدر اسلام، تارخ ایران در قرون میانه، تاریخ ایران در دورهٔ معاصر و تاریخ فرق و مذاهب اسلامی)
- زبان و ادبیات روسی (دورهٔ کارشناسی)

این دانشکده در حال حاضر حدود یک هزار و دویست و نوزده دانشجو، شش دورهٔ کارشناسی ارشد و سه دورهٔ دکتری دارد. ۷۰٪ دانشجویان در دوره‌های کارشناسی و ۳۰٪ در دوره‌های تحصیلات تکمیلی مشغول به تحصیل‌اند. اعضای هیئت علمی دانشکده، ۵۲ نفر با رتبهٔ علمی زیر است: سه استاد تمام، هجده دانشیار، بیست و پنج استادیار، شش مربی.

#### امکانات آموزشی و پژوهشی

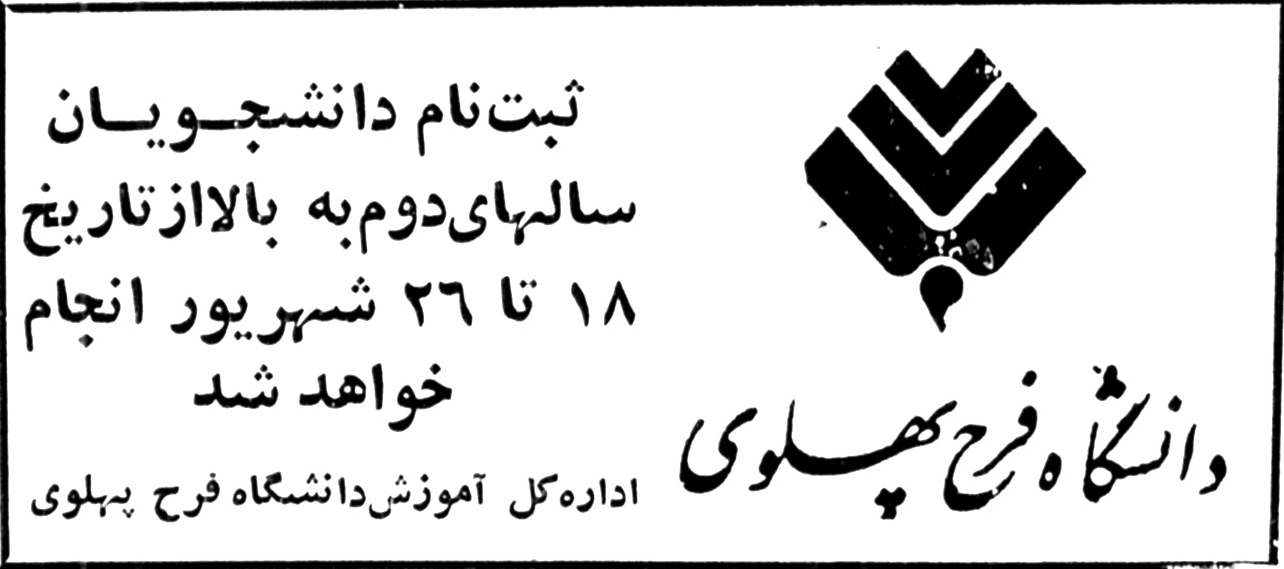
ثبت نام دانشجو در دانشگاه فرح پهلوی

۱. آزمایشگاه‌های زبان (۲ آزمایشگاه) ۲. پایگاه رایانه‌ای (سایت کارشناسی) ۳. پایگاه رایانه‌ای (سایت هیئت علمی و تحصیلات تکمیلی) ۴. کتابخانهٔ مرکزی دانشکده ۵. کتابخانهٔ تخصصی تاریخ ۶. واحد سمعی بصری ۷. مرکز مطالعات چندرسانه‌ای

### دانشکده الهیات
در سال ۱۳۶۵ دانشکده الهیات، ادبیات و علوم انسانی با ۸ گروه آموزشی الهیات، ادبیات فارسی، زبان فرانسه، زبان انگلیسی، روان‌شناسی، علوم تربیتی، کتابداری و تاریخ تأسیس شد. در سال ۱۳۷۳ دانشکده علوم تربیتی و روان‌شناسی از این دانشکده جدا گردید و در سال ۱۳۷۸ در پی درخواست دانشگاه الزهراء از وزارت علوم مقطع کارشناسی دانشکده الهیات در ۵ رشته فلسفه و حکمت اسلامی، ادیان و عرفان، علوم قرآن و حدیث، فقه و مبانی حقوق اسلامی و تاریخ فرهنگ و تمدن ملل اسلامی ایجاد و مقدمه تأسیس دانشکده الهیات شد. در سال ۱۳۸۰ بعد از تفکیک دانشکده الهیات و ادبیات، دانشکده الهیات به صورت مستقل با ۵ گروه آموزشی مشغول به کار شد و به ترتیب در سال‌های ۱۳۸۲ در رشته علوم قرآن و حدیث، ۱۳۸۳ در رشته فقه و مبانی حقوق اسلامی، ۱۳۸۴ فلسفه و حکمت اسلامی گرایش فلسفه و کلام اسلامی و در سال ۱۳۸۷ در رشته‌های تاریخ فرهنگ و تمدن ملل اسلامی و ادیان و عرفان در مقطع کارشناسی ارشد اقدام به پذیرش دانشجو کرد.
دانشکده الهیات با برخورداری از تعداد ۲۹ نفر عضو هیئت علمی رسمی و ۷۶۴ نفر دانشجو به امر آموزش ادامه می‌دهد.
دانشکده الهیات با فراهم آوردن امکانات کمک آموزشی از جمله: دستگاه‌های سمعی بصری، مرکز کامپیوتر، همچنین کتابخانه‌ای مشتمل بر بیش از ۸۵۰۰ عنوان کتاب و نشریات مرتبط به عنوان ابزار کمک آموزشی در صدد ارتقاء کمیت و کیفیت امر آموزش است.

#### رشته‌ها و گرایشهای دانشکده الهیات
- الهیات و معارف اسلامی و علوم قرآن و حدیث
- الهیات و معارف اسلامی فلسفه و حکمت اسلامی
- الهیات و معارف اسلامی فقه و مبانی حقوق اسلامی
- الهیات و معارف اسلامی ادیان و عرفان اسلامی
- الهیات و معارف اسلامی تاریخ و تمدن ملل اسلامی

### دانشکده تربیت بدنی
دانشکده تربیت بدنی و علوم ورزشی در پی کسب موافقت اصولی قطعی در سال ۱۳۷۳ برای دوره کارشناسی با سه گروه در گرایش آزاد، دبیری و ورزش معلولان، تأسیس و افتتاح شد. اولین ورودی دانشجویان تربیت بدنی و علوم ورزشی در دو گروه آزاد و دبیری با ظرفیت ۵۶ نفر در سال ۱۳۷۴ مشغول به تحصیل شدند و برای گرایش جانبازان و معلولان از سال ۱۳۷۶ دانشجو پذیرفته شد. دانشکده تربیت بدنی و علوم ورزشی دانشگاه الزهرا اولین و تنها دانشکده‌ای است که گرایش معلولان را تا سال ۱۳۸۴ ارائه نموده‌است. در ادامه فعالیت این دانشکده، در سال ۱۳۸۲ اولین دوره کارشناسی ارشد در گرایش فیزیولوژی ورزشی تشکیل شد و تا کنون نیز ادامه داشته‌است.
زهرا نعمتی عضو تیم‌ملی تیراندازی با کمان بانوان و دارنده مدال طلای بازی‌های پارا المپیک و هم چنین الهه منصوریان قهرمان ووشوی جهان و عضو باشگاه سپاهان، دانشجویان رشته علوم ورزشی در این دانشکده می‌باشند.

#### رشته‌ها و گرایشهای موجود در دانشکده تربیت بدنی
- تربیت بدنی و علوم ورزشی رفتار حرکتی
- رفتار حرکتی _ یادگیری و کنترل حرکتی
- تربیت بدنی و علوم ورزشی مدیریت ورزشی
- مدیریت اماکن و تأسیسات ورزشی
- تربیت بدنی و علوم ورزشی فیزیولوژی ورزشی
- تربیت بدنی و فیزیولوژی ورزشی کاربردی
- مدیریت بازاریابی در ورزش
- رفتار حرکتی _رشد حرکتی

### دانشکده علوم اجتماعی و اقتصادی
این دانشکده از بدو تأسیس دانشگاه و پذیرش دانشجو در گرایش‌های منشی‌گری و حسابداری آغاز به کار کرد. در سال ۱۳۵۰ گرایش‌های منشی‌گری و حسابداری به دو رشتهٔ مستقل خدمات اداری و حسابداری تقسیم شد و از سال ۱۳۶۵ در قالب یک دانشکدهٔ مستقل با عنوان دانشکدهٔ علوم اجتماعی و اقتصاد به فعالیت خود ادامه داد. این دانشکده ۴۸ عضو هیئت علمی تمام وقت و از همکاری استادان مدعو نیز برخوردار است. ۲۵ نفر از کارشناسان و کارمندان خدمات آموزشی را به حدود ۱۱۷۸ دانشجوی روزانه و شبانه ارائه می‌دهند.

#### رشته‌ها و گرایشهای دانشکده علوم اجتماعی و اقتصادی
- گروه حقوق در مقطع کارشناسی
- گروه اقتصاد در مقطع کارشناسی با گرایش اقتصاد نظری و کارشناسی ارشد با دو گرایش علوم اقتصادی و توسعه اقتصادی و برنامه‌ریزی و دکترای اقتصاد
- گروه حسابداری در مقاطع کارشناسی و کارشناسی ارشد با دو گرایش حسابداری و حسابرسی و دکترای حسابداری
- گروه علوم اجتماعی در مقطع کارشناسی با گرایش پژوهشگری و کارشناسی ارشد با دو گرایش پژوهشگری، جامعه‌شناسی و دکترای جامعه‌شناسی
- گروه مدیریت در مقاطع کارشناسی با دو گرایش بازرگانی و مالی و کارشناسی ارشد با دو گرایش‌ بازاریابی و مالی رشته مدیریت فناوری اطلاعات و ارتباطات با چهار گرایش سیستم‌های اطلاعاتی پیشرفته، مدیریت دانش، کسب و کار الکترونیک و مدیریت منابع اطلاعاتی
- گروه مطالعات زنان و خانواده در مقطع کارشناسی مطالعات خانواده و کارشناسی ارشد مطالعات زنان گرایش زن در خانواده[۱۱]

### دانشکده علوم تربیتی و روان‌شناسی دانشگاه الزهرا
گروه روان‌شناسی به عنوان یکی از اولین رشته‌های تحصیلی در بدو تأسیس دانشگاه در سال ۱۳۴۳، با سه گرایش مشاوره و راهنمایی، روان‌شناسی کودکان استثنایی و روان‌شناسی صنعتی آغاز به کار نمود. این گروه پس از انقلاب فرهنگی، در دانشکده ادبیات، الهیات و علوم انسانی جای گرفت و به همراه گروه‌های کتابداری و علوم تربیتی تا سال ۱۳۷۲ از واحدهای تابعه آن دانشکده محسوب می‌گردید. پس از آن دانشکده علوم تربیتی و روان‌شناسی در سال ۱۳۷۲ به‌طور مستقل فعالیت خود را آغاز نمود.

#### رشته‌ها و گرایشهای دانشکده علوم تربیتی و روان‌شناسی
- روان‌شناسی بالینی
- روان‌شناسی آموزش کودکان استثنایی
- روان‌شناسی عمومی
- روان‌شناسی تربیتی
- مشاوره و راهنمایی[پیوند مرده]
- علم اطلاعات و دانش‌شناسی
- تاریخ و فلسفه آموزش و پرورش
- فلسفه تعلیم و تربیت
- مدیریت آموزشی
- علوم تربیتی مدیریت و برنامه‌ریزی آموزشی
- علوم تربیتی - برنامه‌ریزی درسی
- مطالعات آرشیوی

### دانشکده علوم ریاضی دانشگاه الزهرا
گروه ریاضی دانشگاه الزهرا، در سال ۱۳۵۵ تأسیس و در ابتدا با سه نفر هیئت علمی در رشتهٔ دبیری محض در مقطع کارشناسی آغاز به کار کرد. پس از پیروزی انقلاب اسلامی، با ایجاد رشته‌های ریاضی محض و ریاضی کاربردی در مقطع کارشناسی گسترش یافت. دورهٔ تحصیلات تکمیلی، در سال ۱۳۷۹ با ایجاد رشتهٔ کارشناسی ارشد ریاضی آغاز و در سال ۱۳۸۱با پذیرش دانشجو در مقطع دکتری، گسترش یافت. پس از آن با ایجاد دو رشتهٔ آمار و علوم کامپیوتر و با توجه به توسعهٔ کمی و کیفی، در سال ۱۳۹۳، از گروه ریاضی به دانشکده علوم ریاضی ارتقا پیدا کرد.

#### رشته‌های تحصیلی و گرایشهای دانشکده علوم ریاضی
- آمار و کاربردها
- آمار ریاضی
- ریاضیات و کاربردها
- ریاضی کاربردی
- ریاضی
- علوم کامپیوتر

### دانشکده علوم زیستی
گروه زیست‌شناسی دانشگاه الزهرا در سال ۱۳۶۲ باهمکاری ۵ نفر از اعضای هیئت علمی و جذب دانشجو در رشته دبیری زیست‌شناسی پایه‌گذاری گردید. سال‌های بعد با جذب هیئت علمی در زمینه‌های میکروبیولوژی، بیوتکنولوژی، علوم گیاهی، علوم جانوری و بیوشیمی، دانشگاه الزهرا در مقاطع کارشناسی و کارشناسی ارشد گرایش‌های متنوع زیست‌شناسی، شروع به جذب دانشجو نمود. در طول سالیان متمادی، گروه زیست‌شناسی در کنار سه گروه «ریاضی»، «فیزیک» و «شیمی» در دانشکده‌ای تحت عنوان «دانشکده علوم پایه» حضور داشت که به دنبال موافقت وزارت علوم، تحقیقات و فناوری، دانشکده علوم پایه در تابستان سال ۱۳۹۳ به سه دانشکده مجزا تفکیک گردیده و این دانشکده به «دانشکده علوم زیستی» تغییر نام یافت. دانشکده علوم زیستی با سه گروه بیوتکنولوژی، علوم گیاهی و میکروبیولوژی فعالیت می‌کند.

#### رشته‌های تحصیلی و گرایشهای دانشکده علوم زیستی
- زیست‌شناسی/ بیوشیمی
- زیست‌شناسی/ بیوفیزیک
- زیست‌شناسی علوم گیاهی فیزیولوژی و سیستماتیک اکولوژی
- زیست‌شناسی سلولی ملکولی بیوتکنولوژی
- زیست‌شناسی سلولی ملکولی میکروبیولوژی
- زیست‌شناسی بیوتکنولوژی
- بیوتکنولوژی میکروبی
- زیست‌شناسی علوم گیاهی فیزیولوژی گیاهی

### دانشکده فیزیک شیمی
با تفکیک دانشکده علوم پایه در سال ۱۳۹۳ دانشکده فیزیک شیمی به صورت یک دانشکده مستقل شروع به کار کرد. گروه‌های فیزیک و شیمی این دانشکده از سال ۱۳۶۶ به عنوان زیر مجموعه دانشکده علوم پایه پذیرش دانشجو داشته‌اند. در حال حاضر این دانشکده در مقاطع کارشناسی، کارشناسی ارشد و دکتری فعالیت دارد و دارای ۴۳ عضو هیئت علمی (استاد، دانشیار، استادیار) است. تعداد دانشجویان حال حاضر دانشکده در مقطع کارشناسی ۵۶۹، در مقطع کارشناسی ارشد ۳۲۷و دکتری ۷۶نفر می‌باشند.

#### رشته‌های تحصیلی و گرایشهای دانشکده فیزیک و شیمی
- شیمی فیزیک
- شیمی معدنی
- شیمی آلی
- شیمی تجزیه
- شیمی کاربردی
- شیمی محض
- فیزیک
- فیزیک/ماده چگال
- فیزیک/ اتمی مولکولی
- فیزیک/ ذرات بنیادی و نظریه میدان‌ها
- فیزیک/ نجومی
- فیزیک/ حالت جامد
- نانو فیزیک
- فیزیک مهندسی
- فوتونیک
- نانو شیمی

### دانشکده فنی مهندسی
دانشکده فنی و مهندسی دانشگاه الزهرا در سال ۱۳۷۳ تأسیس گردید و با پذیرش دانشجو در مقطع کارشناسی رشته مهندسی صنایع گرایش برنامه‌ریزی و تحلیل سیستم در سال ۱۳۷۴ رسماً آغاز به کار نمود. در ادامه این دانشکده در سال ۱۳۷۶ پذیرش دانشجو در رشته مهندسی کامپیوتر - گرایش نرم‌افزار را در دستور کار خود قرارداد. لازم است ذکر شود دانشکده فنی مهندسی دانشگاه الزهرا طی سال‌های ۱۳۷۶–۱۳۹۱ به‌طور متوسط حدود ۸۰ نفر ورودی در این دو رشته در مقطع کارشناسی داشته‌است. از مهر ۱۳۸۱ این دانشکده پذیرش دانشجو در مقطع کارشناسی ارشد را نیز آغاز نمود به نحوی که در اوایل این دهه به‌طور محدود اقدام به پذیرش دانشجو در رشته مدیریت فناوری اطلاعات- گرایش سیستم‌های اطلاعاتی نمود. هر چند پس از وقفه‌ای ۲ ساله مجدداً از سال ۱۳۸۶ پذیرش دانشجو در رشته یاد شده به مدت سه سال دیگر ادامه داشت. به‌طور تخصصی و در قالب رشته‌های فنی و مهندسی، پذیرش دانشجو در دوره کارشناسی ارشد از سال ۱۳۸۷ با اخذ دانشجو در دو رشته مهندسی صنایع-گرایش صنایع و مهندسی کامپیوتر-گرایش هوش مصنوعی آغاز شد. همچنین در سال ۱۳۹۰ در دو رشته مهندسی سیستم‌های انرژی و مهندسی فناوری اطلاعات پذیرش دانشجوی ارشد ادامه یافت. در سال ۱۳۹۲ سه رشته جدیدمکانیک، برق، عمران در مقطع کارشناسی با پذیرش دانشجو در این دانشکده فعال گردید. از نیمسال دوم سال ۱۳۹۲ نیز پذیرش دانشجو در مقطع کارشناسی ارشد مهندسی کامپیوتر-گرایش نرم‌افزار و همچنین دکتری مهندسی صنایع-گرایش تحقیق در عملیات و سیستم صورت گرفت به نحوی که برای اولین بار دانشکده فنی و مهندسی دانشگاه الزهرا در تاریخ فعالیت خود موفق به تربیت دانشجویان دکتری مهندسی گردیده‌است.

#### عنوان‌های مقاطع و گرایش‌ها
- مهندسی کامپیوتر:

کارشناسی (گرایش نرم‌افزار و IT)
ارشد (گرایش هوش مصنوعی وIT)
- مهندسی فناوری اطلاعات:

ارشد (گرایش سیستم‌های اطلاعاتی)
- مهندسی مکانیک:

کارشناسی (گرایش حرارت و سیالات)
ارشد (گرایش سیستم‌های انرژی)
- مهندسی برق:

کارشناسی (گرایش الکترونیک)
- مهندسی عمران:

کارشناسی (گرایش عمران)
- مهندسی صنایع:

کارشناسی (گرایش برنامه‌ریزی و تحلیل سیستم)
ارشد (گرایش صنایع)
دکتری (گرایش تحقیق در عملیات و سیستم)

#### امکانات آموزشی و پژوهشی
تسهیلات کمک آموزشی و تجهیزات آزمایشگاهی لازم برای دانشجویان این رشته‌ها تدارک دیده شده‌است.

#### سایت کامپیوتر چند منظوره دانشکده
این سایت مشتمل بر دو سایت تفکیک شده مربوط به دانشجویان کارشناسی و دانشجویان تحصیلات تکمیلی می‌باشد و حدود ۵۰ سیستم کامپیوتر به استفاده دانشجویان اختصاص یافته‌است.

#### کتابخانه دانشکده
این کتابخانه دارای حدود ۳۵۰۰ جلد کتاب فارسی و ۱۵۰۰ کتاب لاتین می‌باشد و کتاب‌ها کاملاً تخصصی و مرتبط با رشته‌ها موجود در دانشکده می‌باشد.
- آزمایشگاه‌های گروه مهندسی کامپیوتر

آزمایشگاه ریزپردازنده - آزمایشگاه مدار منطقی-معماری - آزمایشگاه شبکه - آزمایشگاه سیستم عامل - آزمایشگاه پایگاه داده - آزمایشگاه معماری
- آزمایشگاه‌های گروه مهندسی برق

آزمایشگاه سیستم‌های کنترل خطی - آزمایشگاه مدارهای الکتریکی و اندازه‌گیری - آزمایشگاه الکترونیک - آزمایشگاه سیستم‌های دیجیتال ۱ و۲ - آزمایشگاه الکترونیک آنالوگ - آزمایشگاه مدارهای پالس و دیجیتال - آزمایشگاه مدارهای مخابراتی
- آزمایشگاه‌های گروه مهندسی عمران

آزمایشگاه مقاومت مصالح (مهندسی عمران و مکانیک) - آزمایشگاه تکنولوژی بتن (مهندسی عمران) - آزمایشگاه مکانیک خاک (مهندسی عمران) - آزمایشگاه هیدرولیک (مهندسی عمران)
- آزمایشگاه‌های گروه مهندسی مکانیک

آزمایشگاه مکانیک سیالات (مهندسی مکانیک) - آزمایشگاه ترمودینامیک (مهندسی مکانیک) - آزمایشگاه دینامیک ماشین و ارتعاشات (مهندسی مکانیک) - کارگاه اتومکانیک (مهندسی مکانیک)

### دانشکده هنر
مرکز اولیه و اصلی دانشکده هنر در سال ۱۳۴۳ با گشایش رشته طراحی لباس به وجود آمد و در سال ۱۳۴۵ به موازات آن رشته هنر و تزیین داخلی تأسیس گردید. سپس جهت تکمیل رشته‌های تحصیلی مدرسه عالی دختران و به‌طور اخص در رشته‌های هنر و تزئینات داخلی با تغییر و تکمیل برنامه به رشته معماری داخلی تبدیل گردید که دروس طراحی پارچه نیز به دلیل مناسب نزدیک با دکوراسیون، تعدادی از واحدهای آن را شامل می‌شد. آموزش هنر به شکل فوق تا خردادماه ۱۳۵۹ ادامه و سپس با شروع انقلاب فرهنگی متوقف گردید. دانشکده هنر با برنامه‌ریزی جدید توسط مسئولان آن در ۲۱ فروردین ماه سال ۱۳۶۱ اولین بازگشایی را پس از انقلاب فرهنگی در سطح ایران دربرداشت و جزء محدود دانشکده‌های مشغول به کار در آن زمان محسوب می‌شد. درخواست توسعه و گسترش هنر با ۵ رشته و برنامه‌ریزی کامل آن در دانشکده در مهر ماه ۱۳۶۲ به وزارت علوم و آموزش عالی فرستاده شد و سرانجام در سی و یکمین جلسه شورای عالی برنامه‌ریزی مورخ ۶۴/۱۰/۲۷ برنامه‌های جدید آموزشی دوره‌های کارشناسی نقاشی، گرافیک، صنایع دستی به تصویب رسید. 

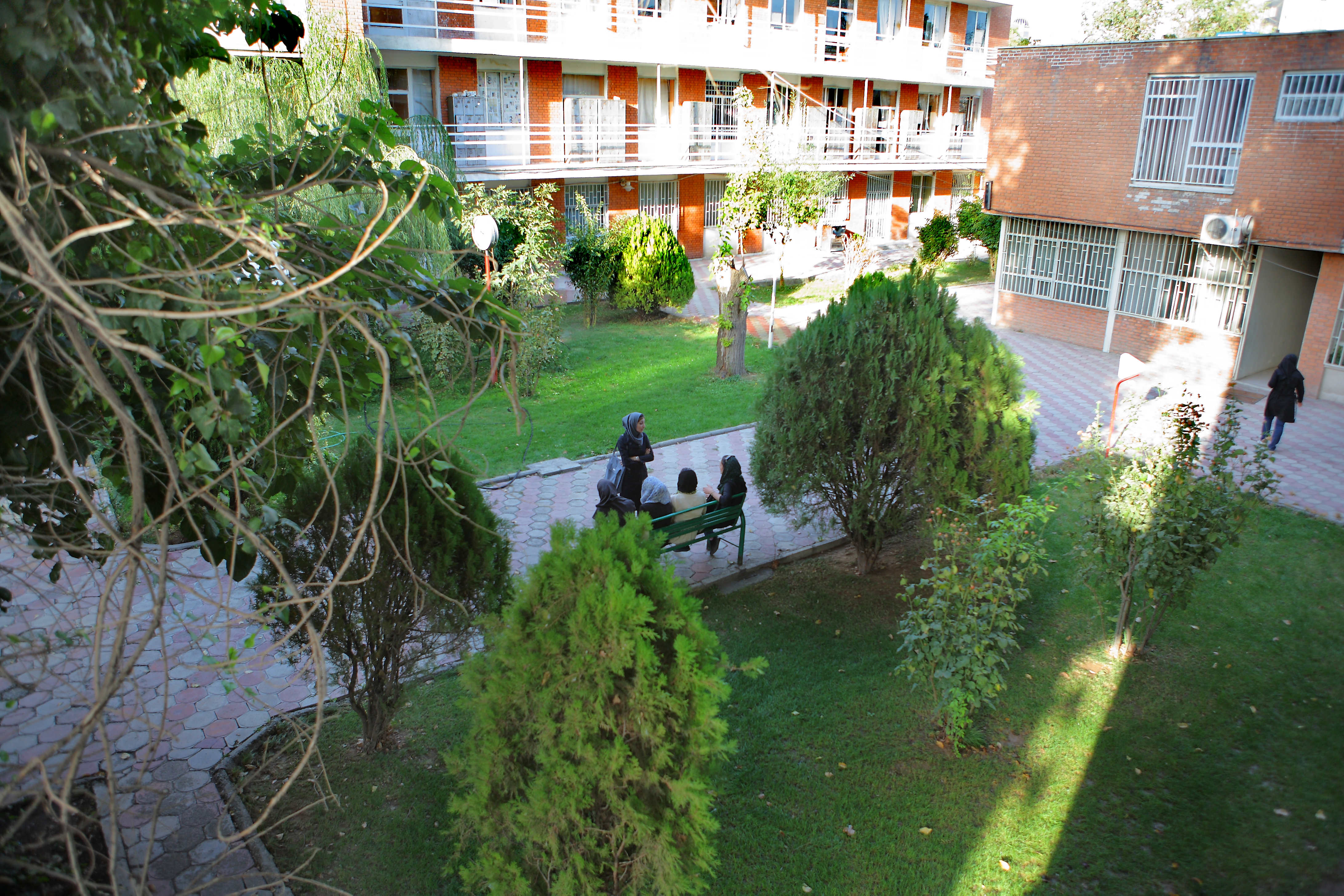
نمایی از دانشکده هنر دانشگاه الزهرا

#### رشته‌های تحصیلی و گرایشهای دانشکده هنر
- دکترای رشته پژوهش هنر
- کارشناسی ارشد و کارشناسی: رشته طراحی صنعتی، ارتباط تصویری (گرافیک)، نقاشی، طراحی پارچه و لباس، صنایع دستی، پژوهش هنر و کارشناسی رشته کتابت و نگارگری

## همکاری با صنعت
در سال ۱۳۹۸ دانشکده هنر دانشگاه الزهرا با همکاری چرم درسا رویداد طراحی نقش پارچه (دکوراتیو و اکسسوار) را برگزار کرد. در این رویداد نزدیک به ۵۰ طراح شرکت کردند.

## مجتمع فناوری دانشگاه الزهرا
دانشگاه الزهرا به عنوان تنها دانشگاه ویژه بانوان در ایران دارای رسالت ویژه‌ای جهت پرورش ایده‌های خلاق و کارآمد است. در سال ۱۳۸۷ دانشگاه به منظور ایجاد بستری مناسب جهت افزایش کارآفرینی زنان، تأسیس مرکز رشد واحدهای فناور را در دستور کار خود قرار داد.
با گسترش فعالیت این مرکز رشد، از اردیبهشت ماه ۱۳۹۰ با فعال سازی ۲۰ واحد فناور در مرحله پیش رشد و رشد محل فعالیت این مرکز به مجتمع نوآوری و فناوری دانشگاه الزهرا (کمال الدین بهزاد) منتقل شد.
مهم‌ترین زمینه‌های فعالیت این مرکز شامل موارد زیر می‌باشد:
- فناوری اطلاعات و ارتباطات و نرم‌افزار
- زیست فناوری و شیمی
- فناوری نانو
- علوم اقتصاد، مدیریت و خدمات تخصصی
- ساخت تجهیزات
- هنر و صنایع دستی، فناوری‌های نوین مرتبط با هنر، کاربردهای فناوری در هنر و رشته‌های واسط میان هنر و مهندسی و توسعه خدمات فناوری مبتنی بر هنر از جمله در زمینه‌های تبلیغات، خدمات چاپ، دکوراسیون داخلی و هنرهای کاربردی
- واحدهایی که در زمینه فناوری‌های نوین مرتبط با کلیه رشته‌های فعال در دانشگاه الزهرا از جمله علوم انسانی و سایر زمینه‌های مرتبط با توانمندسازی زنان فعال هستند.
- خدمات توسعه فناوری[۱۹]

## امکانات رفاهی
اداره امور خوابگاه‌ها، یکی از ادارات تابعه اداره کل خدمات دانشجویی می‌باشد که نظارت بر خوابگاه‌های دانشگاه و انجام برنامه‌ریزی برای اسکان دانشجویان غیربومی را برعهده دارد. از آنجایی که مجموعه قوانین و مقررات نحوه پذیرش و اسکان دانشجویان براساس مجموعه مقررات و دستورالعمل‌های مصوب وزارت علوم و تحقیقات می‌باشد، این اداره نیز سیاست‌های کلی و چارچوب اصلی قوانین موضوعه را سرلوحه انجام وظایف و برنامه‌های خود می‌داند.
مجتمع خوابگاه‌های فرزنگان با شش بلوک به نام گلستان در ضلع جنوبی دانشگاه قرار دارد. گلستان‌های یک، دو و سه برای اسکان دانشجویان کارشناسی، گلستان ۴ برای دانشجویان تحصیلات تکمیلی، گلستان ۵ برای اسکان دانشجویان تحصیلات تکمیلی و دانشجویان بین‌المللی و گلستان شش که به‌دنبال روند توسعه پذیرش دانشجو، در مهرماه سال ۱۳۹۶ مورد بهره‌برداری قرار گرفت و به اسکان دانشجویان مقطع دکتری ایرانی و بین‌المللی اختصاص داده شد.
امکانات
- بخش رفاهی: شامل رستوران (سلف) مرکزی، سلف یاس، رستوران ترمه و فروشگاه‌های دانشجویی شامل موادغذایی، میوه فروشی، خیاطی و آرایشگاه
- بخش ورزشی: استخر سرپوشیده، سالن‌های چند منظوره، دیوار صخره‌نوردی، ایستگاه تندرستی، زمین اسکیت و اتاق بدن سازی
- بخش فرهنگی: سالن چند منظوره، کتابخانه و سایت‌های کامپیوتر
- بخش مشاوره: دفتر مشاوره و ارائه مشاوره‌های تخصصی به دانشجویان خوابگاهی

## دانشگاه الزهرا در رتبه‌بندی‌ها
رتبه پنج «گرین متریک» دربین دانشگاه‌های ایران - ۲۰۱۹
رتبه جهانی ۵۲۹حوزه موضوعی علوم انسانی و رتبه ۵۱۷ حوزه موضوعی علوم اجتماعی در «رتبه‌بندی راوند» - ۲۰۱۹
رتبه جهانی ۲۰۰-۱۰۱ در رتبه‌بندی اثرگذاری دانشگاه‌ها در رتبه‌بندی «تایمز» - ۲۰۲۰

## افراد

### پیش از انقلاب ۱۳۵۷
1. کریم فاطمی (۱۳۵۵–۱۳۴۳)
2. شاهرخ امیر ارجمند (۱۳۵۷–۱۳۵۶)

### پس از انقلاب ۱۳۵۷
1. حسین نمازی (۱۳۶۰–۱۳۵۷)
2. محمدحسین حجت‌الاسلامی (۱۳۶۰)
3. مجتبی شمسی‌پور (۱۳۶۰)
4. نجفقلی حبیبی (۱۳۶۲–۱۳۶۰)
5. محمدابراهیم موحدی (۱۳۶۲)
6. ثریا مکنون (۱۳۶۳)
7. حسین ظهور (۱۳۶۴)
8. حکیمه دبیران (۱۳۶۷–۱۳۶۴)
9. عبدالله زندیه (۱۳۶۹–۱۳۶۷)
10. عطاءالله کوهیان (۱۳۷۷–۱۳۶۹)
11. زهرا رهنورد (۱۳۸۵–۱۳۷۷)
12. محبوبه مباشری (۱۳۸۵–۱۳۹۱)
13. انسیه خزعلی (۱۴ شهریور ۱۳۹۱ تا ۱۸ اسفند ۱۳۹۵)
14. مهناز ملانظری (۱۸ اسفند ۱۳۹۵ تا ۷ مهر ۱۴۰۰)[۲۱]
  - فریده حق بین (سرپرست) (۷ مهر ۱۴۰۰ تا ۱۰ دی ۱۴۰۱)
15. زهرا ناظم بکائی (۱۰ دی ۱۴۰۱ تا کنون)

نخستین رئیس زن در این دانشگاه، ثریا مکنون (۱۳۶۳) بود و بیشترین مدت ریاست دانشگاه را زهرا رهنورد با هشت سال سابقه مدیریت دارد.

### افراد سرشناس
فرح پهلوی
فائزه هاشمی
زهرا رهنورد
مژگان جلیل‌فر
انسیه خزعلی
الهام فخاری
محبوبه مباشری
حسین راغفر
فاطمه راکعی
رعنا رحیم‌پور
زهرا شجاعی
حسن قالیباف اصل
جمیله کدیور

### استاد
این فهرست برخی از استادان دانشگاه الزهرا که در حوزه‌های مختلف دارای شهرت هستند را در بر می‌گیرد.
- محمد احصایی، هنرمند معاصر، خوشنویس، طراح گرافیک و نقاش
- حسین باهر، جامعه‌شناس
- جواد پورمقیم، اقتصاددان
- فردوس حاجیان، آموزگار و نویسنده
- مریم حسینی، پژوهشگر ادبی
- حکیمه دبیران، نویسنده و پژوهشگر ادبیات
- محمد خرمی، فیزیکدان
- علی رحمانی، استاد تمام حسابداری
- سعید رضایی شریف‌آبادی، پژوهشگر حوزه کتابداری
- نسرین سلطان‌خواه، ریاضی‌دان
- سید کریم قنبری، شاعر و منتقد ادبی
- سوسن سیف، روان‌شناس و مشاور ایرانی
- مهتاب مستعان، فیلسوف
- آمنه خدیور، پژوهشگر برتر کشوری در رشته مدیریت سیستمهای اطلاعاتی
- فرناز ناظرزاده کرمانی، پژوهشگر، نویسنده و استاد دانشگاه در رشته‌های جامعه‌شناسی سیاسی، فلسفه و اصول علم
- شهین نعمت‌زاده، زبان‌شناس

### دانش‌آموختگان
از آغاز فعالیت‌های آموزشی دانشگاه تهران تاکنون همواره افراد شایسته، شخصیت‌های برجسته و چهره‌های شناخته شده در آن به تحصیل پرداخته‌اند.
فهرست برخی از این دانش‌آموختگان برجسته و نامدار به شرح زیر می‌باشد:
- نگار اسکندرفر
- سارا ایروانی
- نگار بوبان
- فرخنده ترابی
- مریم جعفری آذرمانی
- میترا داور
- رعنا رحیم‌پور
- سمیرا علیخان‌زاده
- نگین صدق‌گویا
- الهام فخاری
- آتنا فرقدانی
- مریم پالیزگیر
- نوریه مظفری
- نورین معتمد
- نیلوفر ضیایی
- فائزه هاشمی
- چیستا یثربی

## دانشگاه الزهرا در رسانه‌های اجتماعی
https://www.instagram.com/alzahra_university_original/
https://www.linkedin.com/company/alzahra-university-original
https://www.aparat.com/AlzahraUniversity
https://eitaa.com/alzahra_university
https://web.archive.org/web/20190327215345/https://sapp.ir/alzahra_university